# Trajectòria hiperbòlica

El camí blau en aquesta imatge és un exemple d'una trajectòria hiperbòlica

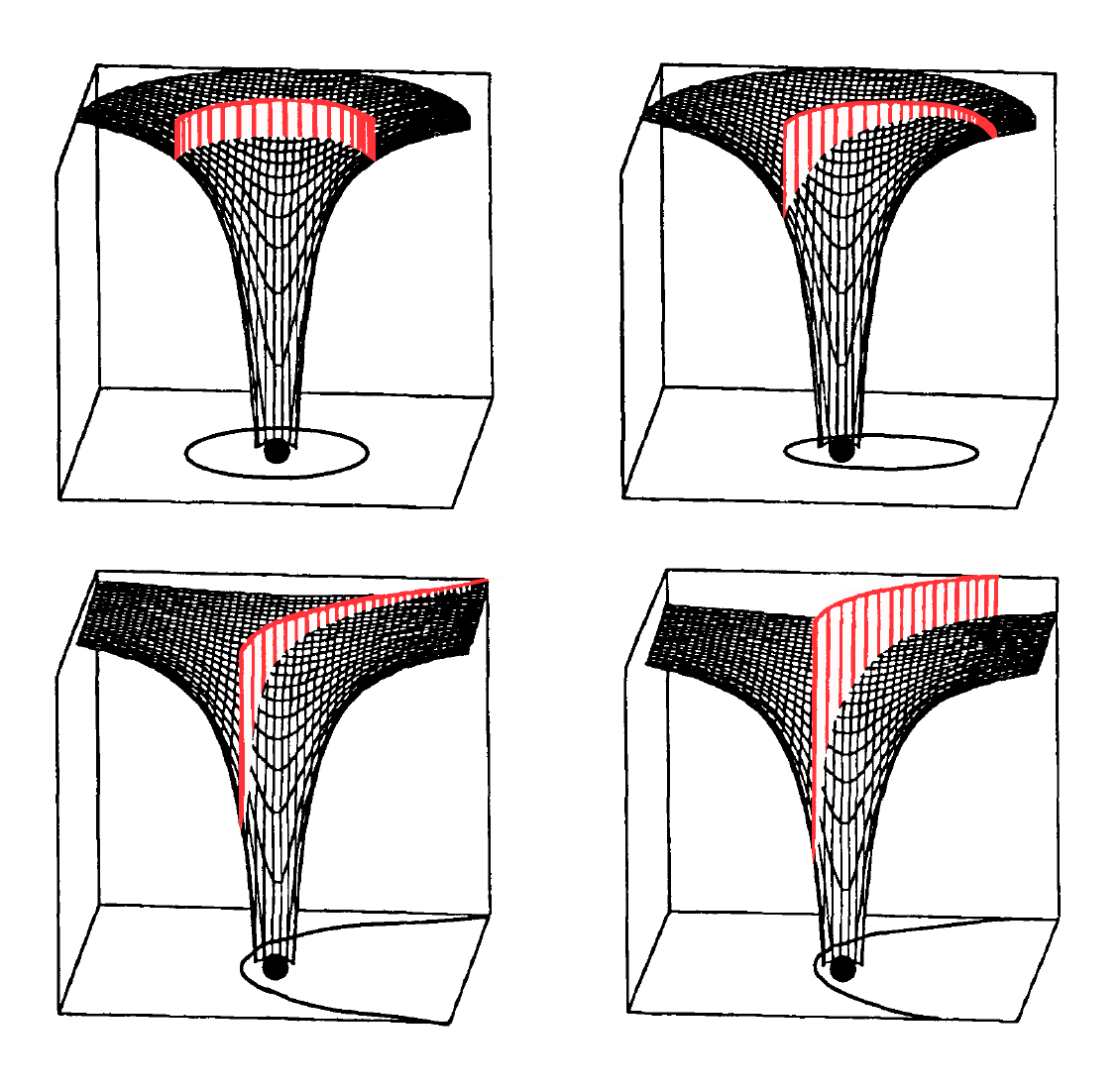
En el quadrant inferior dret es descriu una trajectòria hiperbòlica.

En mecànica celeste una trajectòria hiperbòlica és la trajectòria de qualsevol objecte al voltant d'un cos central amb velocitat suficient per escapar de l'atracció gravitacional de l'objecte central. El nom deriva del fet que segons la teoria newtoniana tal òrbita té la forma d'una hipèrbola. Més tècnicament, una trajectòria hiperbòlica té una excentricitat més gran que aquesta.
Sota suposicions estàndards un cos que viatja segons aquesta trajectòria s'allunya fins a l'infinit, arribant-hi amb una velocitat d'excés hiperbòlica relativa al cos central. Semblantment a les trajectòries parabòliques, totes les trajectòries hiperbòliques són també trajectòries d'escapament. L'energia específica orbital d'una trajectòria hiperbòlica és positiva, és a dir, l'energia cinètica és superior a l'energia potencial i la velocitat que porta l'objecte excedeix la velocitat d'escapament.
Durant l'ús d'assistència gravitatòria, la trajectòria del cos orbitant el planeta pot ser descrita amb una trajectòria hiperbòlica.

## Velocitat d'excés hiperbòlica
Sota suposicions estàndards, un cos que viatja en una trajectòria hiperbòlica arriba a l'infinit a una velocitat orbital anomenada velocitat d'excés hiperbòlica ({\displaystyle v_{\infty }}) que ve donada per la següent fórmula:
{\displaystyle v_{\infty }={\sqrt {\mu  \over {-a}}}\,\!}
On:
- {\displaystyle \mu } és el paràmetre gravitacional estàndard.
- {\displaystyle a} és el semieix major negatiu de la hipèrbola de l'òrbita .

La velocitat d'excés hiperbòlica està relacionada amb l'energia específica orbital:
{\displaystyle 2\epsilon =C_{3}=v_{\infty }^{2}\,\!}
{\displaystyle C_{3}} s'utilitza al planejar missions interplanetàries.

## Velocitat
Sota suposicions estàndards la velocitat orbital ({\displaystyle v}) d'un cos que viatja en una trajectòria hiperbòlica és:
{\displaystyle v={\sqrt {\mu \left({2 \over {r}}-{1 \over {a}}\right)}}}
On:
- {\displaystyle \mu } és el paràmetre gravitacional estàndard,
- {\displaystyle r} és la distància radial entre el cos i el cos central,
- {\displaystyle a} és el semieix major negatiu.

Sota suposicions estàndards, a qualsevol posició en l'òrbita es manté la següent relació entre la velocitat orbital, la velocitat d'escapament i la velocitat d'excés hiperbòlica:

## Angle entre aproximació i sortida
Anomenant l'angle entre aproximació i sortida (entre asímptotes) {\displaystyle 2\theta }:
{\displaystyle \theta =\cos ^{-1}(1/e)\,} and {\displaystyle e=1/\cos \theta \,}
On:
- {\displaystyle e} és l'excentricitat de l'òrbita, la qual és més gran que 1 a les trajectòries hiperbòliques.

## Periàpside
La distància mínima entre els cos i el cos central (periàpside) és:
{\displaystyle -a(1-e)} {\displaystyle }

## Energia
Sota suposicions estàndards, l'energia específica orbital \epsilon\, d'un cos en aquest tipus d'òrbita és més gran que zero i  l'equació de conservació d'energia orbitària per aquesta classe d'òrbita és:
{\displaystyle \epsilon ={v^{2} \over 2}-{\mu  \over {r}}={\mu  \over {-2a}}}
On:
- {\displaystyle v} és la velocitat orbital
- {\displaystyle r} és la distància radial entre el cos orbitant i el cos central
- {\displaystyle a} és el semieix major negatiu,
- {\displaystyle \mu } és el paràmetre gravitacional estàndard.